# Eindhoven Team Time Trial
L'Eindhoven Team Time Trial era una corsa a cronometro a squadre di ciclismo su strada maschile che si tenne annualmente ad Eindhoven, nei Paesi Bassi, dal 2005 al 2007 nel mese di giugno. Faceva parte del circuito UCI ProTour.

## Storia
Creata per l'edizione inaugurale del circuito UCI ProTour, prevedeva in percorso di circa 48,6 km. Nella prima edizione ogni squadra partecipava con sei corridori, dal 2006 il numero fu alzato ad otto.
Nel 2005 fu vinta dalla formazione tedesca Gerolsteiner con il tempo di 53 minuti e 35 secondi (54.414 km/h di media), seguita dalla Phonak a 3 secondi e dalla CSC a 24. Nei due anni successivi vinse invece la CSC, rispettivamente con 52'28" e 53'36".
Nel 2008 la città di Eindhoven ha annunciato che non avrebbe più ospitato la corsa che è stata quindi rimossa dal calendario in assenza di località alternative dove ospitarla.

## Albo d'oro
Aggiornato all'edizione 2007.
| Anno | Vincitore    | Secondo                            | Terzo        |
| ---- | ------------ | ---------------------------------- | ------------ |
| 2005 | Gerolsteiner | Phonak Hearing Systems             | Team CSC     |
| 2006 | Team CSC     | Discovery Channel Pro Cycling Team | Gerolsteiner |
| 2007 | Team CSC     | Tinkoff Credit Systems             | Team Milram  |